# 齊泰
齊泰（14世纪？—1402年），本名德，獲明太祖賜名泰，字尚礼，号南塘，直隸溧水縣（今江蘇省南京市溧水區）人，明初政治人物。
齊泰为洪武甲子解元，戊辰进士，历任礼、兵二部主事、兵部郎中、左侍郎。明太祖临终时，齐泰被招去接受顾命。建文帝即位后，晋升兵部尚书，与黄子澄建議削藩。结果引发燕王朱棣发动靖难之役。建文四年（1402年），朱棣夺得帝位后，将齊泰逮捕并处死。清乾隆年間，高宗為建文諸臣平反，齊泰追諡忠敬。

## 生平

### 早年
齊德為洪武十七年（1384年）甲子科應天鄉試解元，洪武二十一年（1388年）進士。歷任礼部、兵部的主事。皇宫三大殿的谨身殿被雷击中，明太祖去郊外的祖庙进行祭拜，选择朝中为官九年并且没有过错的官员陪同祭祀，齐泰獲選，明太祖赐名为“泰”。
洪武二十八年（1395年），齊泰從兵部郎中升為左侍郎。太祖曾經向齊泰問邊將姓名，齊泰能一一道出，没有缺漏。太祖又問齊泰關於諸圖籍的事，齊泰從衣袖中拿出手冊進呈，“簡要詳密”，太祖很欣賞他。

### 建议削藩
皇太孫朱允炆向來器重齊泰。明太祖临终时，齐泰被招去接受顾命，辅佐皇太孙朱允炆。朱允炆即位後，便任命他與黃子澄同參國政，不久便升他為兵部尚書。当时明太祖遗诏诸王都要待在自己的封地，不要前去南京奔丧，各藩王所在的王国无论官吏还是平民都要听朝廷的节制。诸王听了之后都说齐泰在矫诏，离间皇族骨肉亲情，都非常不高兴。之前，建文帝为皇太孙之时，诸王大多都享受很多特权，个个手拥重兵，时间长了必为朝廷的心腹之患。于是建文帝登基之后与齐泰他们秘密谋划削藩。
削藩伊始，齐泰打算首先向燕王朱棣动手。建文帝召齐泰说：“如今想要削去燕王，可是燕王向来善于用兵，北方士卒又十分悍勇，这可怎么办呢？”齐泰说：“如今北方边境有强敌窥测，我们以防卫边境为名，派兵将戍守开平，把燕王的护卫兵全都调到塞外，削去他的羽翼，就能慢慢削平他了。”建文帝听从了齐泰的建议。但黄子澄有不同意见，認為：「周王、齊王、湘王、代王、岷王等諸王，在先帝在位時，做了很多违法的事情，削除他们是名正言顺。现在要向诸王问罪，最好先是周王。周王是燕王的同母弟，削除周王是剪除燕王的手足。」

### 靖难之役
建文元年（1399年）七月，燕王朱棣舉兵叛亂，指稱齊泰和黃子澄為奸臣。事情传到应天，齐泰奏请将燕王从宗室谱籍中削除，声明其罪状并派兵征讨。有人责难齐泰，齐泰则说：“将他们明示为贼，就可以将敌人击败。”于是朝廷决定讨伐燕王，布告天下。当时明太祖的功臣留下来的很少，建文帝便授长兴侯耿炳文为大将军，率军分道北伐，到真定为燕军所败。黄子澄推荐曹国公李景隆代替耿炳文统率军队，齐泰极言不可。黄子澄不听，最终还是命李景隆率军。当时，建文帝将五十万军队全部交给李景隆，并称短时间内便可灭燕。朱棣因此大喜道：“昔日汉高祖只能统兵十万。李景隆有什么才能，其部众正好可以为我所用。”这年冬天，李景隆果然战败，建文帝脸露惧色。朱棣乘勢上書朝廷，大力批評齊泰和黃子澄，惠帝便在建文元年冬天免去二人官職，但仍暗中與二人議事。李景隆致书朱棣，称二人已被免职，可以罢兵，朱棣不理。建文二年十二月，盛庸在东昌大破燕军后，惠帝在建文三年正月恢复了黄、齐二人的官职，可是在三月盛庸在夹河战败后又再次免去二人官职。朱棣对此表示：“这是缓兵之计。”进攻更加紧迫。
在开始商议削藩时，建文帝采纳齐泰、黄子澄之言，说以天下遏制一方十分容易。在屡次失败后，便开始后悔，因此进退失措。建文四年（1402年），燕軍逐漸逼近南京，惠帝謀求與朱棣談和，便把齊泰和黃子澄贬謫到外地，仍密令二人募兵。南京失陷前不久，惠帝召齊泰回京，可是齊泰到達前京城已失守，齊泰便打算到外地繼續反抗朱棣。齊泰把自己的白馬塗上墨汁，但白馬走了一段路程後因出汗而墨汁褪色，被人認出，因而被捕。齊泰被押回京城，與黃子澄、方孝孺等不屈而死，妻女備受凌虐。齐泰的堂兄弟齐敬宗等都被牵连而死，其叔叔齐时永、齐阳彦等则被贬戍边。其子刚刚六岁，被免死发配，明仁宗时被赦回京。

## 延伸阅读
[在维基数据编辑]
 《國朝獻徵錄·卷之三十八》，出自焦竑《國朝獻徵錄》
 《明史卷一百四十一》，出自《明史》